# Franz Heinrich Martens
Franz Heinrich Friedrich Martens (* 4. November 1778 in Wismar; † 11. Mai 1805 in Jena) war ein deutscher Mediziner und Hochschullehrer.

## Leben
Franz Heinrich Martens besuchte die Große Stadtschule Wismar. An den Universitäten von Leipzig und Jena studierte er Medizin. Das Studium schloss er am 5. Juli 1800 mit der Promotion zum Dr. med. mit der Dissertation Dissertatio Inauguralis Medico-Obstetrica Sistens Criticen Forcipum Nonnullarum In Arte Obstetrica Ustitatarum: Cum tabula aenea in Jena ab. Er kehrte als praktischer Arzt nach Leipzig zurück und habilitierte sich 1803 an der dortigen Universität.
Martens wurde nach kurzer Zeit als Privatdozent in Leipzig 1804 als außerordentlicher Professor der Medizin an die Universität sowie als Unterdirektor an die Starke’schen klinischen Anstalten nach Jena berufen. Ob er kurz vor seinem Tod noch zum ordentlichen Professor befördert wurde, ist ungesichert. Jedenfalls erhielt er in seiner kurzen Wirkungszeit diverse Auszeichnungen. So erhielt er 1803 vom Herzog von Mecklenburg-Schwerin die Große Goldene Medaille für Kunst und Wissenschaft. Außerdem war er Mitglied der Akademie gemeinnütziger Wissenschaften zu Erfurt, der Société médicale d’émulation und der Société galvanique in Paris sowie weiterer wissenschaftlicher Gesellschaften.
Martens soll 1804 das EEC-Syndrom erstmals beschrieben haben.

## Werke (Auswahl)
- Dissertatio Inauguralis Medico-Obstetrica Sistens Criticen Forcipum Nonnullarum In Arte Obstetrica Ustitatarum: Cum tabula aenea. Goepferdt, Jena 1800.
- Leichtfassliche Darstellung der Theorie des Gehirn- und Schaedelbaues, und der daraus entspringenden physiognomischen und psychologischen Folgerungen. Leipzig 1803.
- Beschreibung und Abbildung einer sonderbaren Misstaltung der männlichen Geschlechtstheile. Brockhaus, Leipzig 1803.
- Vollständige Anweisung zur therapeutischen Anwendung des Galvanismus. Böse, Leipzig 1803.
- Ueber eine sehr complicirte Hasenscharte oder einen sogenannten Wolfsrachen. Steinacker, Leipzig 1804.